# Коломбје (Лоара)
Коломбје (фр. Colombier) насеље је и општина у источној Француској у региону Рона-Алпи, у департману Лоара која припада префектури Сент Етјен.
По подацима из 2011. године у општини је живело 302 становника, а густина насељености је износила 16,91 становника/km². Општина се простире на површини од 17,86 km². Налази се на средњој надморској висини од 818 метара (максималној 1.429 m, а минималној 649 m).

## Демографија
| 1962. | 1968. | 1975. | 1982. | 1990. | 1999. | 2011. |
| ----- | ----- | ----- | ----- | ----- | ----- | ----- |
| 261   | 303   | 255   | 253   | 237   | 269   | 302   |

График промене броја становника у току последњих година